# Botsuana nos Jogos Olímpicos de Verão da Juventude de 2010
Botsuana participou dos Jogos Olímpicos de Verão da Juventude de 2010 em Cingapura. Sua delegação foi formada por cinco atletas que competiram em três esportes.

## Atletismo
| Evento                    | Atleta        | Qualificação    | Qualificação | Final     | Final        |
| Evento                    | Atleta        | Resultado       | Posição      | Resultado | Posição      |
| ------------------------- | ------------- | --------------- | ------------ | --------- | ------------ |
| Salto em altura masculino | Mmilili Dube  | 2,04            | 11º          | 1,94      | 4º (Final B) |
| 1000 m feminino           | Winnie George | Desclassificada | -- (-- q2)   | 2:55.46   | 2º (Final B) |

## Judô
| Evento     | Atleta             | 1ª rodada                                | 2ª rodada                  | 2ª rodada repescagem | 3ª rodada repescagem        | Semifinais repescagem | Final repescagem A | Disputa pelo bronze A | Pos. final |
| ---------- | ------------------ | ---------------------------------------- | -------------------------- | -------------------- | --------------------------- | --------------------- | ------------------ | --------------------- | ---------- |
| Neo Kapeko | Até 63 kg feminino | TOG Djamila Tchaniley-Larounga V 100-000 | BRA Flávia Gomes D 000-110 | Sem oponente         | CMR Sophina Arrey D 000-100 | Não avançou           | Não avançou        | Não avançou           | --         |

| Evento                                            | Atleta         | 1ª rodada              | 2ª rodada   | Semifinais  | Final       | Pos. final |
| ------------------------------------------------- | -------------- | ---------------------- | ----------- | ----------- | ----------- | ---------- |
| Neo Kapeko (como integrante da equipe Birmingham) | Equipes mistas | ZZX Equipe Cairo D 2-5 | Não avançou | Não avançou | Não avançou | 12º        |

## Natação
| Evento                   | Atleta      | Qualificação | Qualificação | Semifinais  | Semifinais  | Final       | Final       |
| Evento                   | Atleta      | Resultado    | Posição      | Resultado   | Posição     | Resultado   | Posição     |
| ------------------------ | ----------- | ------------ | ------------ | ----------- | ----------- | ----------- | ----------- |
| 50 m livre masculino     | Adrian Todd | 25.08        | 27º (2º q4)  | Não avançou | Não avançou | Não avançou | Não avançou |
| 50 m borboleta masculino | Adrian Todd | 28.69        | 17º (6º q3)  | Não avançou | Não avançou | Não avançou | Não avançou |
| 50 m livre masculino     | Daniel Lee  | 26.89        | 38º (3º q3)  | Não avançou | Não avançou | Não avançou | Não avançou |
| 50 m borboleta masculino | Daniel Lee  | 28.70        | 18º (7º q2)  | Não avançou | Não avançou | Não avançou | Não avançou |